# Platja de la Desenrocada
La platja de la Desenrocada, o cala dels Gegants, és una platja natural, situada al sud del municipi de Sitges (Garraf), rodejada de penya-segats, entre la punta de la Desenrocada, a llevant, que la separa de la platja de l'Home Mort, i la punta Grossa, que la separa de la cala Xica, dins de l'espai agroforestal dels Colls i Miralpeix. Té una longitud de 76 metres i una amplada mitjana de 15 metres, formada per sorres gruixudes, graves i còdols. És una platja nudista. El públic és majoritàriament LGTBIQ+. Només s'hi pot accedir a peu.